# Xiangshan (Huaibei)
Xiangshan (chiń. upr. 相山区; chiń. trad. 相山區; pinyin Xiàngshān Qū) – dzielnica miasta Huaibei w prowincji Anhui we wschodnich Chińskiej Republice Ludowej. Liczba mieszkańców dzielnicy, w 2010 roku, wynosiła 467 358.